# GoPro Grand Prix of Sonoma 2014
Der GoPro Grand Prix of Sonoma 2014 fand am 24. August auf dem Sonoma Raceway in Sonoma, Kalifornien, Vereinigte Staaten statt und war das 17. Rennen der IndyCar Series 2014.

## Berichte

### Hintergrund
Nach dem ABC Supply Wisconsin 250 führte Will Power in der Fahrerwertung mit 39 Punkten Vorsprung auf Hélio Castroneves und mit 92 Punkten Vorsprung auf Simon Pagenaud.
Es gab eine Veränderungen im Starterfeld. Bei Ed Carpenter Racing gab es einen Fahrerwechsel. Mike Conway, der nur die Straßenkursrennen fuhr, löste Ed Carpenter, der alle Ovalrennen bestritt, ab.
In der Nacht vom Samstag auf Sonntag am Rennwochenende gab es in der Nähe der Strecke ein Erdbeben. An der Strecke wurden keine Personen verletzt und es entstanden nur leichte Sachschäden, sodass das Rennen planmäßig stattfand.
Mit Power (dreimal), Tony Kanaan, Marco Andretti, Scott Dixon, Castroneves und Ryan Briscoe (jeweils einmal) traten sechs ehemalige Sieger zu diesem Rennen an.

### Training
Am Samstag fanden zwei Trainingssitzungen à 45 Minuten statt. Im ersten freien Training war Ryan Hunter-Reay der Schnellste vor Dixon und Kanaan. Mehrere Fahrer fielen mit kleineren Fahrfehlern auf. Das Training fand jedoch durchgängig unter grünen Flaggen statt, da es keinen größeren Zwischenfall gab.
Im zweiten freien Training fuhr Castroneves die Bestzeit vor Briscoe und Hunter-Reay. Wegen höherer Luft- und Asphalttemperaturen waren die Zeiten im Vergleich zum ersten Training langsamer.

### Qualifying
Der erste Abschnitt des Zeittrainings wurde nach dem üblichen Qualifying-System für Straßenkurse in zwei Gruppen ausgetragen. Die sechs schnellsten Piloten jeder Gruppe kamen ins zweite Segment. Die restlichen Startpositionen wurden aus dem Ergebnis des ersten Qualifyingabschnitts bestimmt, wobei den Fahrern der ersten Gruppe die ungeraden Positionen ab 13, und den Fahrern der zweiten Gruppe die geraden Positionen ab 14 zugewiesen wurden. In der ersten Gruppe fuhr Josef Newgarden die schnellste Runde, in der zweiten Gruppe war Power der schnellste Pilot.
Im zweiten Segment der Qualifikation qualifizierten sich die sechs schnellsten Fahrer für den finalen Abschnitt. Newgarden erzielte die schnellste Rundenzeit. Neben ihm schafften es Dixon, James Hinchcliffe, Castroneves, Power und Briscoe in den dritten Teil des Qualifyings, die sogenannten Firestone Fast Six.
Im dritten Teil fuhr schließlich Power die schnellste Zeit und erzielte die Pole-Position vor Newgarden und Dixon. Castroneves wurde nach dem Abkürzen der Strecke die schnellste Zeit gestrichen, sodass er statt Zweiter Sechster wurde.

### Abschlusstraining
Im Abschlusstraining am Sonntagmorgen führte Dixon vor Newgarden und Mikhail Aleshin.

### Rennen
Nach dem Start gab es einen Unfall auf der Bergaufpassage. Castroneves, Kanaan, Sébastien Bourdais und Hinchcliffe waren in den Unfall involviert. Alle Fahrer fuhren weiter, mehrere gingen an die Box und das Rennen wurde unter der gelben Flagge weitergeführt. Durch den Zwischenfall in der ersten Runde gelang es Hunter-Reay sich vom elften auf den vierten Platz zu verbessern. Die ersten drei Positionen blieben unverändert.
Beim Restart blieb Power in Führung. Kanaan ging an Hunter-Reay vorbei auf die vierte Position. Während Power sich an der Spitze schnell mehrere Sekunden absetzte, ging sein Teamkollege Castroneves zu einem weiteren Reparaturstopp an die Box. Er blieb aber in der Führungsrunde. In der 16. Runde gingen Power und Dixon von den Top 3 an die Box, während Newgarden draußen blieb und die Führung übernahm. Newgarden ging nach zwei Runden an die Box und fiel dabei hinter Dixon zurück. Juan Pablo Montoya führte das Rennen für eine Runde an, bevor auch er an die Box ging und Power erneut das Rennen anführte.
In der 29. Runde blieb Carlos Huertas in der fünften Kurve stehen und schied mit einem technischen Defekt aus. Zur Bergung gab es eine Gelbphase, sodass Power seinen Vorsprung von elf Sekunden auf Dixon einbüßte. Graham Rahal, Kanaan, Takuma Satō und Conway gingen an die Box. Beim Restart blieb Power vor Dixon. Hunter-Reay ging an Newgarden vorbei auf die dritte Position. In der fünften Kurve gab es eine Kollision zwischen Castroneves, Kanaan, Bourdais und Sebastián Saavedra, die eine weitere Gelbphase auslöste. Die Spitze des Feldes ging an die Box, wobei Dixon an Power vorbeiging. Mehrere Fahrer blieben draußen und lagen damit an der Spitze des Feldes. Kanaan führte vor Conway, Briscoe, Rahal, Satō und Bourdais, die alle auf einer anderen Boxenstrategie waren.
Beim Restart ging Conway an Kanaan vorbei in Führung. In der Runde nach dem Restart drehten sich Power und Carlos Muñoz unabhängig voneinander in der Spitzkehre. Beide fielen ans Ende des Feldes, fuhren aber weiter. Conway setzte sich in den nächsten Runden sukzessive an der Spitze ab und baute einen größeren Vorsprung aus. In der 59. Runde ging Conway an die Box und Satō übernahm die Führung für eine Runde, bevor auch er an die Box ging und Montoya die Spitze übernahm. Als Montoya an die Box ging, duellierten sich Conway und Rahal um die Führung, wobei Rahal das Duell für sich entschied und das Rennen anführte.
Die ersten drei Fahrer, Rahal, Conway und Kanaan benötigten eine weitere Gelbphase, um ohne weiteren Stopp ins Ziel zu fahren, während Dixon auf Platz vier ohne Stopp durchfahren konnte. In der 73. Runde entschied sich Kanaan für einen weiteren Boxenstopp, sodass Dixon den dritten Platz übernahm. In der 82. Runde ging Rahal zu einem kurzen letzten Boxenstopp und verlor die Führung an Conway. Rahal war in der Boxengasse zu schnell, sodass er zudem noch eine Strafe bekam und weitzurück fiel. Conway übernahm kurzzeitig die Führung, verlor aber schnell einige Positionen und Dixon übernahm die Führung. Conway und Kimball ging der Sprit in der letzten Runde aus, Conway schaffte es jedoch noch über die Ziellinie zu rollen.
Dixon gewann schließlich sein zweites Saisonrennen vor Hunter-Reay und Pagenaud. Mit seinem 35. IndyCar-Sieg zog Dixon in der ewigen Bestenliste auf den fünften Platz mit Bobby Unser gleich. Satō wurde Vierter, Montoya Fünfter. Newgarden, Aleshin, Andretti, Justin Wilson und Power komplettierten die Top 10.
In der Meisterschaft behielt Power die Führung vor Castroneves. Pagenaud übernahm die dritte Position. Auch Hunter-Reay und Dixon auf den Plätzen vier und fünf besaßen nach diesem Rennen noch eine theoretische Titelchance.

## Meldeliste
Alle Teams und Fahrer verwendeten das Chassis Dallara DW12 mit einem Aero-Kit von Dallara und Reifen von Firestone.
| Team                                  | Nr. | Fahrer             | Motor     |
| ------------------------------------- | --- | ------------------ | --------- |
| Penske Motorsports                    | 02  | Juan Pablo Montoya | Chevrolet |
| Team Penske                           | 03  | Hélio Castroneves  | Chevrolet |
| Team Penske                           | 12  | Will Power         | Chevrolet |
| Schmidt Peterson Motorsports          | 07  | Mikhail Aleshin    | Honda     |
| NTT Data Chip Ganassi Racing          | 08  | Ryan Briscoe       | Chevrolet |
| Target Chip Ganassi Racing            | 09  | Scott Dixon        | Chevrolet |
| Target Chip Ganassi Racing            | 10  | Tony Kanaan        | Chevrolet |
| KVSH Racing                           | 11  | Sébastien Bourdais | Chevrolet |
| A. J. Foyt Enterprises                | 14  | Takuma Satō        | Honda     |
| Rahal Letterman Lanigan Racing        | 15  | Graham Rahal       | Honda     |
| KV AFS Racing                         | 17  | Sebastian Saavedra | Chevrolet |
| Dale Coyne Racing                     | 18  | Carlos Huertas     | Honda     |
| Dale Coyne Racing                     | 19  | Justin Wilson      | Honda     |
| Ed Carpenter Racing                   | 20  | Mike Conway        | Chevrolet |
| Andretti Autosport                    | 25  | Marco Andretti     | Honda     |
| Andretti Autosport                    | 27  | James Hinchcliffe  | Honda     |
| Andretti Autosport                    | 28  | Ryan Hunter-Reay   | Honda     |
| Andretti – HVM                        | 34  | Carlos Muñoz       | Honda     |
| Sarah Fisher Hartman Racing           | 67  | Josef Newgarden    | Honda     |
| Schmidt Peterson Hamilton Motorsports | 77  | Simon Pagenaud     | Honda     |
| Novo Nordisk Chip Ganassi Racing      | 83  | Charlie Kimball    | Chevrolet |
| BHA/BBM with Curb Agajanian           | 98  | Jack Hawksworth    | Honda     |

Quelle: 

## Klassifikationen

### Qualifying
| Pos. | Fahrer             | Team                                  | Fahrzeug          | Gruppe 1  | Gruppe 2  | Top 12    | FF6       | Start |
| ---- | ------------------ | ------------------------------------- | ----------------- | --------- | --------- | --------- | --------- | ----- |
| 01   | Will Power         | Team Penske                           | Dallara-Chevrolet | —         | 1:17,2393 | 1:17,5307 | 1:17,4126 | 01    |
| 02   | Josef Newgarden    | Sarah Fisher Hartman Racing           | Dallara-Honda     | 1:17,7653 | —         | 1:17,2851 | 1:17,7318 | 02    |
| 03   | Scott Dixon        | Target Chip Ganassi Racing            | Dallara-Chevrolet | 1:18,1591 | —         | 1:17,3375 | 1:17,9044 | 03    |
| 04   | James Hinchcliffe  | Andretti Autosport                    | Dallara-Honda     | —         | 1:17,9119 | 1:17,3885 | 1:17,9565 | 04    |
| 05   | Ryan Briscoe       | NTT Data Chip Ganassi Racing          | Dallara-Chevrolet | 1:17,7699 | —         | 1:17,6744 | 1:18,1217 | 05    |
| 06   | Hélio Castroneves  | Team Penske                           | Dallara-Chevrolet | 1:17,9066 | —         | 1:17,4529 | 1:18,8771 | 06    |
| 07   | Sébastien Bourdais | KVSH Racing                           | Dallara-Chevrolet | —         | 1:17,6653 | 1:17,7176 | —         | 07    |
| 08   | Tony Kanaan        | Target Chip Ganassi Racing            | Dallara-Chevrolet | —         | 1:17,6983 | 1:17,7231 | —         | 08    |
| 09   | Carlos Muñoz       | Andretti – HVM                        | Dallara-Honda     | 1:18,1829 | —         | 1:17,7257 | —         | 09    |
| 10   | Ryan Hunter-Reay   | Andretti Autosport                    | Dallara-Honda     | —         | 1:17,6810 | 1:17,7499 | —         | 10    |
| 11   | Charlie Kimball    | Novo Nordisk Chip Ganassi Racing      | Dallara-Honda     | —         | 1:17,9732 | 1:17,7532 | —         | 11    |
| 12   | Mikhail Aleshin    | Schmidt Peterson Motorsports          | Dallara-Honda     | 1:18,1844 | —         | 1:18,7700 | —         | 12    |
| 13   | Marco Andretti     | Andretti Autosport                    | Dallara-Honda     | 1:18,2681 | —         | —         | —         | 13    |
| 14   | Graham Rahal       | Rahal Letterman Lanigan Racing        | Dallara-Honda     | —         | 1:18,1249 | —         | —         | 14    |
| 15   | Simon Pagenaud     | Schmidt Peterson Hamilton Motorsports | Dallara-Honda     | 1:18,2767 | —         | —         | —         | 15    |
| 16   | Justin Wilson      | Dale Coyne Racing                     | Dallara-Honda     | —         | 1:18,2296 | —         | —         | 16    |
| 17   | Mike Conway        | Ed Carpenter Racing                   | Dallara-Chevrolet | 1:18,3518 | —         | —         | —         | 17    |
| 18   | Jack Hawksworth    | BHA/BBM with Curb Agajanian           | Dallara-Honda     | —         | 1:18,2310 | —         | —         | 18    |
| 19   | Juan Pablo Montoya | Penske Motorsports                    | Dallara-Chevrolet | 1:18,8102 | —         | —         | —         | 19    |
| 20   | Takuma Satō        | A. J. Foyt Enterprises                | Dallara-Honda     | —         | 1:18,4104 | —         | —         | 20    |
| 21   | Carlos Huertas     | Dale Coyne Racing                     | Dallara-Honda     | 1:18,9603 | —         | —         | —         | 21    |
| 22   | Sebastian Saavedra | KV AFS Racing                         | Dallara-Chevrolet | —         | 1:18,5202 | —         | —         | 22    |

Quellen: 

### Rennen
| Pos. | Fahrer             | Team                                  | Fahrzeug          | Runden | Zeit         | Start | Führungsrunden |
| ---- | ------------------ | ------------------------------------- | ----------------- | ------ | ------------ | ----- | -------------- |
| 01   | Scott Dixon        | Target Chip Ganassi Racing            | Dallara-Chevrolet | 85     | 2:09:21,8064 | 03    | 03             |
| 02   | Ryan Hunter-Reay   | Andretti Autosport                    | Dallara-Honda     | 85     | + 1,1359     | 10    | 0              |
| 03   | Simon Pagenaud     | Schmidt Peterson Hamilton Motorsports | Dallara-Honda     | 85     | + 6,3078     | 15    | 0              |
| 04   | Takuma Satō        | A. J. Foyt Enterprises                | Dallara-Honda     | 85     | + 11,8110    | 20    | 01             |
| 05   | Juan Pablo Montoya | Penske Motorsports                    | Dallara-Chevrolet | 85     | + 12,7305    | 19    | 04             |
| 06   | Josef Newgarden    | Sarah Fisher Hartman Racing           | Dallara-Honda     | 85     | + 13,5367    | 02    | 02             |
| 07   | Mikhail Aleshin    | Schmidt Peterson Motorsports          | Dallara-Honda     | 85     | + 15,8048    | 12    | 0              |
| 08   | Marco Andretti     | Andretti Autosport                    | Dallara-Honda     | 85     | + 20,1054    | 13    | 0              |
| 09   | Justin Wilson      | Dale Coyne Racing                     | Dallara-Honda     | 85     | + 21,6233    | 16    | 0              |
| 10   | Will Power         | Team Penske                           | Dallara-Chevrolet | 85     | + 22,1936    | 01    | 33             |
| 11   | Sébastien Bourdais | KVSH Racing                           | Dallara-Chevrolet | 85     | + 22,4321    | 07    | 0              |
| 12   | James Hinchcliffe  | Andretti Autosport                    | Dallara-Honda     | 85     | + 23,1572    | 04    | 0              |
| 13   | Tony Kanaan        | Target Chip Ganassi Racing            | Dallara-Chevrolet | 85     | + 23,2277    | 08    | 03             |
| 14   | Mike Conway        | Ed Carpenter Racing                   | Dallara-Chevrolet | 85     | + 26,9930    | 17    | 21             |
| 15   | Jack Hawksworth    | BHA/BBM with Curb Agajanian           | Dallara-Honda     | 85     | + 37,0303    | 18    | 0              |
| 16   | Sebastián Saavedra | KV AFS Racing                         | Dallara-Chevrolet | 85     | + 37,7440    | 22    | 0              |
| 17   | Ryan Briscoe       | NTT Data Chip Ganassi Racing          | Dallara-Chevrolet | 85     | + 37,9876    | 05    | 0              |
| 18   | Hélio Castroneves  | Team Penske                           | Dallara-Chevrolet | 85     | + 39,6511    | 06    | 0              |
| 19   | Carlos Muñoz       | Andretti – HVM                        | Dallara-Honda     | 85     | + 42,4797    | 09    | 0              |
| 20   | Graham Rahal       | Rahal Letterman Lanigan Racing        | Dallara-Honda     | 85     | + 43,5335    | 14    | 18             |
| 21   | Charlie Kimball    | Novo Nordisk Chip Ganassi Racing      | Dallara-Honda     | 84     | DNF          | 11    | 0              |
| 22   | Carlos Huertas     | Dale Coyne Racing                     | Dallara-Honda     | 28     | DNF          | 21    | 0              |

Quellen: 

#### Führungsabschnitte
| Abschnitt | Runden | Fahrer             |
| --------- | ------ | ------------------ |
| 1         | 1–16   | Will Power         |
| 2         | 17–18  | Josef Newgarden    |
| 3         | 19     | Juan Pablo Montoya |
| 4         | 20–36  | Will Power         |
| 5         | 37–39  | Tony Kanaan        |
| 6         | 40–59  | Mike Conway        |
| 7         | 60     | Takuma Satō        |
| 8         | 61–63  | Juan Pablo Montoya |
| 9         | 64–81  | Graham Rahal       |
| 10        | 82     | Mike Conway        |
| 11        | 83–85  | Scott Dixon        |

Quellen: 

#### Gelbphasen
| Nr. | Dauer | Runden | Grund für Gelbphase                                                                                                  |
| --- | ----- | ------ | --- |
| 1   | 1–3   | 3      | Kontakt: Hélio Castroneves (#3), Ryan Briscoe (#8), Sébastien Bourdais (#11) und James Hinchcliffe (#27) in Kurve 2  |
| 2   | 30–34 | 5      | Stillstand: Carlos Huertas (#18) in Kurve 5                                                                          |
| 3   | 36–38 | 3      | Kontakt: Hélio Castroneves (#3), Ryan Briscoe (#8), Sébastien Bourdais (#11) und Sebastián Saavedra (#17) in Kurve 5 |

Quellen: 

## Punktestände nach dem Rennen

### Fahrerwertung
Die Punktevergabe wird hier erläutert.
| Pos. | Fahrer             | Punkte |
| ---- | ------------------ | ------ |
| 01.  | Will Power         | 626    |
| 02.  | Hélio Castroneves  | 575    |
| 03.  | Simon Pagenaud     | 545    |
| 04.  | Ryan Hunter-Reay   | 534    |
| 05.  | Scott Dixon        | 523    |
| 06.  | Juan Pablo Montoya | 519    |
| 07.  | Tony Kanaan        | 443    |
| 08.  | Sébastien Bourdais | 437    |
| 09.  | Carlos Muñoz       | 435    |
| 10.  | Marco Andretti     | 424    |
| 11.  | Ryan Briscoe       | 409    |
| 12.  | James Hinchcliffe  | 395    |

| Pos. | Fahrer             | Punkte |
| ---- | ------------------ | ------ |
| 13.  | Josef Newgarden    | 366    |
| 14.  | Charlie Kimball    | 366    |
| 15.  | Mikhail Aleshin    | 364    |
| 16.  | Justin Wilson      | 361    |
| 17.  | Jack Hawksworth    | 336    |
| 18.  | Graham Rahal       | 323    |
| 19.  | Carlos Huertas     | 296    |
| 20.  | Takuma Satō        | 294    |
| 21.  | Sebastian Saavedra | 265    |
| 22.  | Mike Conway        | 252    |
| 23.  | Ed Carpenter       | 191    |
| 24.  | Oriol Servià       | 88     |

| Pos. | Fahrer             | Punkte |
| ---- | ------------------ | ------ |
| 25.  | Kurt Busch         | 80     |
| 26.  | J. R. Hildebrand   | 66     |
| 27.  | Sage Karam         | 57     |
| 28.  | Luca Filippi       | 46     |
| 29.  | James Davison      | 34     |
| 30.  | Jacques Villeneuve | 29     |
| 31.  | Alex Tagliani      | 28     |
| 32.  | Townsend Bell      | 22     |
| 33.  | Pippa Mann         | 21     |
| 34.  | Martin Plowman     | 18     |
| 35.  | Buddy Lazier       | 11     |
| 36.  | Franck Montagny    | 8      |